# Francisco de Paula Castañeda
Francisco de Paula Castañeda, también conocido como "el Padre Castañeda" y autoapodado "El Gauchipolítico"  (Buenos Aires, 1776 - Paraná, 1832) fue un religioso franciscano argentino, político destacado durante la Revolución de Mayo y las siguientes décadas de historia de su país. Se opuso a la política religiosa de Bernardino Rivadavia, destacándose por el tono satírico de su oposición a la misma en la prensa y por los numerosos periódicos que editó.

## Sus comienzos
Se ordenó sacerdote en Córdoba en 1800, y enseñó teología moral en el convento de la Recoleta.
Al producirse las invasiones inglesas, ejerció el cargo de capellán de los soldados católicos irlandeses. Apoyó decididamente la Reconquista, y ayudó a muchos de sus irlandeses a desertar y unirse a las fuerzas rioplatenses. Pronunció un discurso en la Catedral de Buenos Aires  que llamó mucho la atención. Fue capellán de uno de los cuerpos que se formó para la Defensa contra la segunda invasión inglesa.
Fue un decidido apoyo para la Revolución de Mayo desde el púlpito; era un gran orador religioso, y se convirtió en un excelente orador político. Desde mediados de la década de 1810 comenzó a escribir poesías en los periódicos porteños. Por esa época fundó una escuela de artes y oficios en el Convento de la Recoleta, consiguiendo que el Estado la sostuviera. También consiguió la fundación de dos escuelas primarias en la capital.
Fue casi el único clérigo que se animó a pronunciar el sermón patriótico del 25 de mayo de 1815, en medio de una atmósfera de temor debida a la noticia del regreso de Fernando VII al trono español.

## Oposición a Rivadavia
En 1820 fue de los primeros en darse cuenta de lo injusto que había sido el pueblo y el gobierno en no asistir a los funerales de Manuel Belgrano, y ensayó un obituario en un periódico, publicado el 12 de agosto de 1820.
"... Porque es un deshonor a nuestro suelo,
es una ingratitud que clama al cielo,
el triste funeral, pobre y sombrio,
que se hizo en una iglesia junto al rio
en esta Capital al ciudadano
Brigadier General Manuel Belgrano... *
Ese mismo año fundó su primer periódico, con el curioso nombre de El Despertador Teofilantrópico Místico Político. Por algunas de sus notas fue desterrado al fortín de KaKel Huincul, hoy Maipú.
En un primer momento apoyó el gobierno de Martín Rodríguez, que le permitió regresar a la capital. Cuando su ministro Rivadavia comenzó su reforma religiosa, inició una serie de artículos periodísticos en contra de esa política en la prensa "seria". La presión del gobierno le impidió seguir publicándolos, por lo que editó varias publicaciones de vida efímera, como Doña María Retazos, El Desengañador Gauchipolítico y El Amigo de Dios y de los Hombres. En ellos atacaba tanto la política de Rivadavia como a su persona, por todos los medios posibles, en verso y en prosa, siempre con gran dureza y con un estilo satírico e irónico.

No hay provenir maravilloso
ni otro contenido más delicado
que librarse del Sapo del Diluvio
El Sapo es Rivadavia o Rivaduvio
o el Robespierre el renegado.
El desengañador gauchipolítico

Se hizo muy conocido, admirado u odiado por todos, de modo que fue exiliado por orden de Rodríguez en 1822 al sur de la provincia. Anduvo por Tandil y Dolores. Indultado, regresó ese mismo año.
Nuevamente dirigió con fray Cayetano Rodríguez, cuyo estilo era menos mordaz, las campañas periodísticas en defensa de los privilegios y derechos de la Iglesia católica. De su segundo período fueron los periódicos El Lobera, La Verdad Desnuda y La Guardia Vendida por el Centinela - evidente alusión a la actitud complaciente del nuevo administrador apostólico de la diócesis. Fue desterrado nuevamente, esta vez al Fortín Areco, donde fundó una escuela.
Parece no haber tenido participación en la "Revolución de los Apostólicos" del 19 de marzo de 1823 en oposición a la reforma eclesiástica impulsada por Bernardino Rivadavia en 1822, dirigida por Gregorio García de Tagle. Pero, al año siguiente, el ministro Rivadavia lo acusó de tener relaciones con el mismo y lo expulsó de Buenos Aires, a la que nunca volvería.
Junto con el fraile, se exilió su hermano, Pedro Castañeda, que llegaría a ser gobernador federal de la provincia de Jujuy.

## En Santa Fe y Entre Ríos
Primero se estableció en Montevideo, donde, contra su voluntad, fue elegido diputado; renunció para no servir al Brasil y pasó a San José del Rincón, a poca distancia de la ciudad de Santa Fe. Allí construyó y dirigió una escuela, que fue muy concurrida por niños desde grandes distancias. Incluso tuvo alumnos indígenas del Chaco, a través de los cuales misionó entre las tribus guaycurúes. Escribió algunos textos sueltos, que tuvieron gran difusión en esa provincia. Siguió editando publicaciones efímeras, como Los Deberes del Hombre, Vete portugués que aquí no es y Obras Póstumas de Nueve Sabios que murieron por Retención de Palabras. Los títulos no desmerecían el estilo irónico de su contenido, pero sus textos exhibían sentido común.
Una terrible sequía le hizo perder muchos de sus progresos en San José del Rincón. Invitado por las provincias de San Juan y Corrientes a que fundara escuelas allí, eligió sin embargo la más pobre pero cercana Entre Ríos. Un vecino, Salvador Ezpeleta, le pagó la construcción de un aula y la provisión de una biblioteca en el pueblo que había fundado, que hoy es Victoria (Entre Ríos), a cambio de que Castañeda le diera clases de latín y filosofía.
A fines de 1828 se pronunció contra la revolución de Juan Lavalle, y editó en su contra sus últimos periódicos, Buenos Aires Cautiva y La Nación Argentina Decapitada por el Nuevo Catilina Juan Lavalle. Por un tiempo vivió en Rosario del Tala, en el centro de la provincia, y más tarde se trasladó a Paraná, donde construyó otra escuela y una capilla. Allí falleció en marzo de 1832.